# Foued Kadir
Foued Kadir (Martigues, 5 december 1983) is een Algerijnse voetballer (middenvelder) die onder contract staat bij de Franse eersteklasser Olympique Marseille. Tijdens het seizoen 2013/14 wordt hij uitgeleend aan Stade Rennais.
Kadir maakte op 28 mei 2010 zijn debuut voor de Algerijnse nationale ploeg in een vriendschappelijke wedstrijden tegen Ierland. Hij scoorde reeds twee interlanddoelpunten uit 19 interlands.